# Oskar von Normann

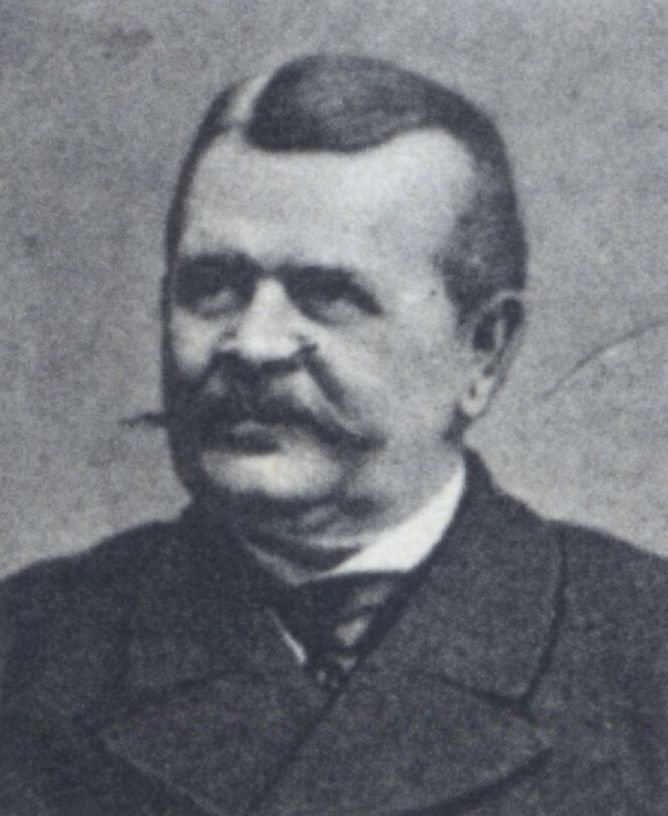
Oskar von Normann als Reichstagsabgeordneter 1912

Oskar von Normann (* 25. Februar 1844 in Berlin; † 17. Oktober 1912 in Barckow, Kreis Greifenberg) war Rittergutsbesitzer und Mitglied des Deutschen Reichstags.

## Leben
Oskar von Normann stammte aus dem pommersch-rügisches Adelsgeschlecht von Normann und war der Sohn des Offiziers Philipp von Normann (1801–1848) und dessen Gemahlin Emma von der Hagen-Nackel (1811–1883). Er besuchte die Kadettenkorps in Potsdam und Berlin. 1861 war er Offizier im Kaiser Franz-Grenadier-Regiment, danach im Zietenschen und 16. Husaren- und 3. Dragoner-Regiment. Er hat die Kriege 1864, 1866 und 1870/71 mitgemacht. Von 1869 bis 1874 war er persönlicher Adjutant des Prinzen Friedrich Karl Nikolaus von Preußen. 1883 nahm er als Major und etatmäßiger Stabsoffizier den Abschied und kaufte und bewirtschaftete das Rittergut Barckow im Kreis Greifenberg mit seiner Ehefrau Monica von Bülow.
Von 1898 bis zu seinem Tode 1912 war er Mitglied des Preußischen Abgeordnetenhauses und ab 1890 des Deutschen Reichstags für den Wahlkreis Regierungsbezirk Stettin 7 (Greifenberg, Kammin) und die Deutschkonservative Partei. Von 1898 bis 1912 war er Fraktionsführer der Deutschkonservativen im Reichstag.
Sein Sohn Hans von Normann wurde ebenfalls Politiker. Erbe des 610 ha  großen Gutes Barckow wurde nach dessen frühen Tod der jüngere Bruder Philipp von Normann-Barkow (1887–1945).